# Émergie
 (octobre 2019).
Si vous disposez d'ouvrages ou d'articles de référence ou si vous connaissez des sites web de qualité traitant du thème abordé ici, merci de compléter l'article en donnant les références utiles à sa vérifiabilité et en les liant à la section « Notes et références ».
L'émergie ou mémoire de l’énergie, est l’énergie d’un type précis incorporée dans un bien ou un service ramené à l’énergie fournie par le soleil. En d’autres termes, elle caractérise tous les produits et les services en équivalent d’énergie solaire, c'est-à-dire en quantité d’énergie nécessaire à la conception d’une certaine tâche, en considérant que l'irradiation solaire est la seule entrée. Les considérations exergétiques sont prises en compte.
Le mot est issu de l'anglais em(bodied) + (en)ergy (énergie grise)[source insuffisante].

## Présentation générale
Élaborée par Howard T. Odum, cette théorie ajoute aux bilans de l’analyse énergétique un aspect qualitatif.
Elle permet particulièrement d’évaluer l’ensemble des éléments entrants dans un système sur la base d’une unité commune, le « solar energy joule » (sej), ce qui permet de supprimer les problèmes d’interprétation ou de subjectivité qui sont fréquents pour d’autres méthodes d’analyse. De plus, l’émergie n’est pas affectée par l’inflation.

## L'analyse émergétique
L'analyse émergétique repose sur les principes de l'analyse énergétique détaillés ci-dessous :
1. On commence par choisir un système à analyser et on fait l’inventaire de ses flux, de ses acteurs par ordre d’importance. Cette première étape est véritablement la plus importante puisqu’elle consiste à collecter toutes les données relatives à une installation. Le travail nécessite un soin particulier et une recherche approfondie des énergies implicites aux processus.
2. On élabore ensuite deux diagrammes énergétiques représentant ces flux et ces acteurs. Le premier permettra une vue globale du processus, le deuxième mettra en évidence les parties fondamentales du système à considérer dans la suite.
3. On calcule les flux selon leur type :
  - Énergie immobilisée (consommation énergétique dépensées pendant le chantier, pour la fabrication et le transport des matériaux et détermination de leur provenance de sources renouvelables ou non)
  - Énergies circulantes (comme l’oxydation de la matière organique, l’énergie des boues, les énergies d’entretien, électrique, d’évapotranspiration, de photosynthèse, liée à un apport d’oxygène)

Cette méthode permet d'élaborer un diagramme énergétique qui sera utilisé dans l'analyse émergétique.
L'étape suivant de cette analyse est la conception d'une table des flux, des matériaux et des informations animant le système puis le calcul les indices émergétiques selon l’aspect du système que l’on veut caractériser. Les plus systématiquement utilisés sont l’« Energy Investment Ratio » et l’« Environmental Loading Ratio ».
Enfin, il s'agit d'interpréter les résultats obtenus par comparaison des transformités, des indices émergétique en particulier afin de vérifier la durabilité d'un système ou de définir des moyens de l'améliorer.